# Okręg wyborczy Rochester
Okręg wyborczy Rochester powstał w 1295 r. i wysyłał do angielskiej, a następnie brytyjskiej, Izby Gmin dwóch deputowanych. Okręg obejmował miasto Rochester w hrabstwie Kent. W 1885 r. liczbę mandatów przypadających na okręg zmniejszono do jednego. Okręg został zlikwidowany w 1918 r.

## Deputowani do brytyjskiej Izby Gmin z okręgu Rochester

### Deputowani w latach 1295–1660
- 1555: Edward Baeshe
- 1559: Edward Baeshe
- 1563–1567: Edward Baeshe
- 1597–1614: Thomas Walsingham
- 1604–1611: Edward Hoby
- 1621–1626: Thomas Walsingham
- 1621–1622: H. Clerke
- 1628–1629: William Brooke
- 1640–1653: Thomas Walsingham
- 1640–1648: Richard Lee
- 1654–1659: John Parker
- 1659–1659: Peter Pett
- 1659–1659: Richard Hutchinson
- 1659–1660: Thomas Walsingham

### Deputowani w latach 1660–1885
- 1660–1661: Peter Pett
- 1660–1661: John Marsham
- 1661–1679: Francis Clerke
- 1661–1667: William Batten
- 1667–1679: Richard Head
- 1679–1690: John Banks
- 1679–1681: Francis Barrell
- 1681–1689: Francis Clerke
- 1689–1690: Roger Twisden
- 1690–1701: Joseph Williamson
- 1690–1691: Francis Clerke
- 1691–1695: Caleb Banks
- 1695–1701: Cloudesley Shovell
- 1701–1702: Francis Barrell
- 1701–1702: William Bokenham
- 1702–1705: Edward Knatchbull
- 1702–1705: William Cage
- 1705–1708: Cloudesley Shovell
- 1705–1710: Stafford Fairborne
- 1708–1715: John Leake
- 1710–1715: William Cage
- 1715–1724: Thomas Palmer
- 1715–1734: John Jennings
- 1724–1727: Thomas Colby
- 1727–1741: David Polhill
- 1734–1746: Nicholas Haddock
- 1741–1743: Edward Vernon
- 1743–1754: David Polhill
- 1746–1751: Chaloner Ogle
- 1751–1757: John Byng
- 1754–1761: Nicholas Haddock
- 1757–1765: Isaac Townsend
- 1761–1764: Thomas Parker, wicehrabia Parker
- 1764–1768: Charles Hardy
- 1765–1768: Grey Cooper
- 1768–1772: John Calcraft
- 1768–1771: William Gordon
- 1771–1774: Thomas Pye
- 1772–1784: George Finch-Hatton
- 1774–1784: Robert Gregory
- 1784–1790: Charles Middleton
- 1784–1790: Nathaniel Smith
- 1790–1796: George Best
- 1790–1792: Richard Bickerton
- 1792–1794: Nathaniel Smith
- 1794–1802: Richard King
- 1796–1802: Henry Tufton
- 1802–1806: William Sidney Smith
- 1802–1806: James Hulkes
- 1806–1818: John Calcraft
- 1806–1807: James Barnett
- 1807–1816: Thomas Boulden Thompson
- 1816–1820: James Barnett
- 1818–1826: Thomas Hamilton, lord Binning, torysi
- 1820–1841: Ralph Bernal
- 1826–1830: Henry Dudnas
- 1830–1831: George Child Villiers, lord Villiers
- 1831–1835: John Mills
- 1835–1837: Thomas Twisden Hodges
- 1837–1841: Thomas Benjamin Hobhouse
- 1841–1847: James Douglas Stoddart Douglas
- 1841–1847: William Henry Bodkin
- 1847–1852: Ralph Bernal
- 1847–1852: Thomas Twisden Hodges
- 1852–1856: Francis John Robert Villiers
- 1852–1857: Thomas Maddock
- 1856–1878: Philip Wykeham Martin
- 1857–1870: John Alexander Kinglake
- 1870–1880: Julian Goldsmid
- 1878–1885: Arthur Otway
- 1880–1885: Roger Leigh

### Deputowani w latach 1885–1918
- 1885–1889: Francis Hughes-Hallett
- 1889–1892: Edward Knatchbull-Hugessen, Partia Liberalna
- 1892–1893: Horatio David Davies
- 1893–1903: James Gascoyne-Cecil, wicehrabia Cranborne, Partia Konserwatywna
- 1903–1906: Charles Tuff, Partia Konserwatywna
- 1906–1910: Ernest Lamb, Partia Liberalna
- 1910–1910: Samuel Forde Ridley
- 1910–1918: Ernest Lamb, Partia Liberalna